# تپه نرگی
تپه نرگی مربوط به هزاره دوم است و در حومه اورمیه، بخش مرکزی واقع شده و این اثر در تاریخ ۱ آذر ۱۳۴۴ با شمارهٔ ثبت ۴۶۱ به‌عنوان یکی از آثار ملی ایران به ثبت رسیده است.